# بيرني ليتل
بيرني ليتل (بالإنجليزية: Bernie Little)‏ هو سائق سباق أمريكي، ولد في 1926، وتوفي في 25 أبريل 2003.